# Javolè Prisc
Javolè Prisc (en llatí: Priscus Javolenus; nom complet: Gaius Octavius Tidius Tossianus Lucius Javolenus Priscus) va ser un magistrat romà i un destacat jurista que va néixer al segle i dC i va morir a meitat del segle ii. Va ser membre del consell d'Antoní Pius.
Javolè va ser deixeble de Marc Celi Sabí i un dels caps de l'escola sabiniana durant l'època en què Juvenci Cels pare, Juvenci Cels fill i Neraci Prisc van dirigir l'escola rival com a successors de Ploci Pegas. Va ser mestre de Luci Fulvi Aburni Valent, Tuscià i Salvi Julià. Pel que fa a càrrecs polítics, va ser pretor, posteriorment cònsol sufecte (86 dC) i procònsol de Síria.
Al Digest es conserven 206 extractes dels seus escrits. A més, s'han conservat els títols d'alguns dels seus llibres:
1. Ex Cassio Libri XV, uns comentaris sobre les obres de Gai Cassi Longí, dirigent de la seva escola, on més aviat repeteix les opinions de Cassi
2. Epistolarum Libri XIV, opinions i respostes sobre casos legals
3. Ad Plautium, o Ex Plautio, comentaris sobre Plauci, un jurista del temps de Vespasià
4. Libri ex Posterioribus, o Posteriorum Labeonis a Javoleno Epitomatorum Libri, obra publicada pòstumament amb les seves discussions jurídiques amb Marc Antisti Labeó.